# Газі-Мухаммад (син Шаміля)
Газі-Мухаммад (Газі-Мухаммед, Газі-Магомет, Казі-Мухаммед, Казі-Магома, Казі-Магом; 1833, Гімри, Дагестан — 1902, Медина, Османська імперія) — син імама Дагестану та Чечні Шаміля, до 1859 каратинський наїб, помер у званні мушира (маршала) турецької армії.

## Біографія
Газі-Мухаммад був другим сином імама Шаміля від першої його дружини Фатімат. Народився 1833 року в дагестанському гірському селищі Гімри. Ім'я йому дано було на честь першого імама Дагестану Газі-Мухаммада. У малолітньому віці (7-8 років), під час важкої хвороби Шаміля, на випадок його смерті, Газі-Мухаммад був проголошений його спадкоємцем, а регентом останнього був призначений наїб Албаз-Дебір. У січні 1848 року на з'їзді у Ведено Газі-Мухаммад вдруге був затверджений спадкоємцем імама Дагестану і Чечні, а в 1850 він призначений наїбом Карати Під час Кавказької війни Газі-Мухаммад керував гірськими загонами проти російської армії на Кавказі.
Під час Кримської війни (1853—1856) разом зі своїм тестем Даніял-беком відзначився своїм набігом на Кахетію (Грузію) у липні 1854 року. Незважаючи на величезні втрати серед горян, зазнані ними у сутичках з російськими частинами та грузинськими міліційними підрозділами, загалом набіг для горян увінчався успіхом. Мюридами був захоплений велика здобич і безліч заручників, серед яких була родина князя Д. Чавчавадзе (дружина та четверо дітей). Остання, 10 (22) березня 1855 року, була обміняна на першого сина Шаміля Джамалуддіна, відданого ним під час штурму Ахульго генерал-лейтенанту Граббе як аманата (заручника) в заставу його відданості Росії, і вже на той час на російській службі в чині поручика. Тим часом, Газі-Мухаммадом дуже цікавився османський уряд, який уважно стежив за перебігом війни на Кавказі. У травні 1855 султан Абдул-Меджид I надіслав Газі-Мухаммаду зелений прапор пророка і орден з алмазною зіркою і завітав чин паші.
25 серпня (6 вересня) 1859 года, після взяття російськими військами Гуніба, Шаміль зі своїм сином Газі-Мухаммадом, що його захищали, капітулювали. Після цього вони були відправлені до Москви, потім до Санкт-Петербургу, а 10 (22) жовтня того ж року прибули до місця свого постійного заслання до Калуги. Там же 26 серпня (7 вересня) 1866 року він разом з батьком і своїм молодшим братом Мухаммадом-Шапі прийняв російське підданство і дав присягу на вірність Царю і Росії.
В 1869 Олександр II дозволив Шамілю вирушити на паломництво в Мекку, а після того, як останній там важко захворів, в 1871 цар дозволив відправитися туди до свого батька і Газі-Мухаммаду. 4 (16) лютого того ж року у Медіні помер Шаміль. Поховавши батька, Газі-Мухаммад залишив його родину в Таїфі, а сам 17 (29) липня повернувся до Києва. 7 (19) серпня він звернувся до військового міністра Д. Мілютіна з проханням дати йому як старшому в роді одноразову пенсію Шаміля, яку він має намір використати на утримання сім'ї покійного. З тією ж метою Газі-Мухаммад просив дозволити йому тимчасовий від'їзд до Туреччини, де на той час була родина Шаміля. Олександр II розпорядився виплатити йому пенсію на нього та на сім'ю покійного у розмірі 15 тисяч рублів і дав йому додаткову відпустку для поїздки до Туреччини. 4 (16) грудня Газі-Мухаммад відплив на пароплаві з Одеси до Стамбула, де, всупереч обіцянці повернутися до Росії, вступив на службу в турецьку армію.
Під час Російсько-турецької війни (1877—1878) Газі-Мухаммад, в чині генерал-лейтенанта Його Величності Султана Світи, командував 3-ї кавалерійської бригадою, сформованої з горян Північного Кавказу, що іммігрували після Кавказької війни в Османську імперію. У складі Алашкертського загону мушира Ісмаїл-паші діяв проти Еріванського загону генерал-лейтенанта Тергукасова. Брав участь в облозі російського гарнізону в Баязеті, даремно посилаючи йому листи з пропозицією про капітуляцію.
17 (29) квітня 1877 року в Чечні та Дагестані спалахнуло повстання. Його очолював Алібек-Хаджі Алдамов, який раніше, повертаючись з хаджу до Мекки, зустрічався в Стамбулі з Газі-Мухаммадом, де обговорював з ним план дій щодо підняття повстання на Північному Кавказі. Туди від імені останнього було доставлено надруковані золотими літерами прокламації. Також османським урядом горянам було обіцяно військову допомогу, головним чином іммігрантами з Кавказу під проводом «спадкоємця імама» Газі-Мухаммада. Однак турецька армія потерпіла від російської армії поразки, а повстання горян було придушене.
Після війни в результаті палацових інтриг султан усунув Газі-Мухаммада від служби і відправив його в почесне посилання до Медини, надавши йому звання мушира. Там же в 1902 Газі-Мухаммад помер.

## Сім'я
Мав дві дружини.
Дружини:
1. Карімат (Керимат[1]) (з 1851) — дочка абосуйського султана, генерал-майора російської служби, а потім наїба імама Шаміля, Даніял-бека. За спогадами М. Чичагової, Карімат мала привабливу зовнішність, за що отримала прізвисько «Троянда Кавказу»[5], проте в коханні вона не відповідала Газі-Мухаммаду взаємністю[4]. Померла у травні 1862 року в Калузі від сухот. Похована на батьківщині, у місті Нуха[13].
2. Хабібат.

Діти (від 2-го шлюбу):
- дочка Нафісат (1864, Калуга — 1873, Стамбул).
- дочка Еміре Нафісат (1873, Стамбул — ?).